# Sint-Jacobsgasthuis (Tongeren)
Het Sint-Jacobsgasthuis is een middeleeuws gasthuis en voormalig ziekenhuis in de Belgische stad Tongeren.

## Geschiedenis
Het eerste Sint-Jacobsgasthuis werd gesticht als een herberg die enkel onderdak verschafte aan pelgrims die op weg waren naar Santiago de Compostella. Het gasthuis bevond zich samen met het oude begijnhof aan de Heirbaan Tongeren-Bonen in de buurt van de Kruispoort. De precieze stichtingsdatum van het gasthuis ligt niet vast, maar een oorkonde uit 1235 spreekt over een schenking aan het gasthuis die zich 40 jaar eerder had voltrokken. Men kan dus stellen dat het gasthuis al vóór 1195 bestond. Door de bouw van de middeleeuwse omwalling in de tweede helft van de 13e eeuw kwam het gasthuis buiten de stadsmuren te liggen. In 1276 werden het gasthuis en de gasthuiskapel afgebroken zodat de grachten, die de stad moesten beschermen, verbreed konden worden. In het voorjaar van 1283 werd begonnen met de bouw van een nieuw gasthuis op een perceel binnen de muren ter hoogte van de Maastrichterpoort.
Het Sint-Jacobsgasthuis werd geleid door een prior die werd bijgestaan door telkens vier broeders en zes zusters. In 1233 kregen de broeders en zusters van het gasthuis de toestemming van prins-bisschop Johan II van Rummen om te leven volgens de regels van Augustinus. In de 14e eeuw wou het gasthuis niet langer instaan voor de verzorging van zieken en wilden ze enkel pelgrims opnemen, dit tot ongenoegen van het stadsbestuur en de prins-bisschoppen.
Tijdens de Franse tijd in België verlieten de zusters de gebouwen en werd de kapel gesloten. Op 12 juni 1801 werd het beheer van het gasthuiscomplex overgedragen aan de Commissie der Burgerlijke Godshuizen. Het Sint-Jacobusgasthuis zou blijven fungeren als ziekenhuis tot aan de inwijding van het nieuwe Sint-Jacobushospitaal in 1981. Anno 2012 bevindt zich in het gasthuis een hotel en een winkelcentrum.

## Gebouwen

### Gasthuis
Het voormalige gasthuis is gebouwd in classicistische stijl in 1846. De gebouwen bevinden zich rond een rechthoekige en een halfronde binnenplaats. Het hoofdgebouw bevindt zich aan de Schiervelstraat. Het gebouw is opgetrokken uit baksteen en de cordons, de hoekblokken en vensteromlijstingen zijn afgewerkt in arduin. Het gebouw telt twee lagen en wordt bedekt door een zadeldak. De voorgevel is negentien traveeën breed; het centrale gedeelte telt negen traveeën, de risalieten aan weerszijden tellen elk vijf traveeën over een diepte van drie traveeën. Centraal in de voorgevel bevindt zich een rondbogige toegangspoort. Ten zuiden van het hoofdgebouw bevindt zich het halfronde dienstgebouw. Dit gebouw is toegankelijk door een poort aan de Clarissenstraat.

### Gasthuiskapel
De huidige gasthuiskapel werd gebouwd in 1660. Deze kleine zaalkerk is vier traveeën breed met een vlakke koorsluiting. De gevel bestaat uit bakstenen en is afgewerkt met kalksteen voor de plint en met mergelsteen voor de banden, de hoekblokken en de kroonlijst. Het gebouw wordt bedekt door een zadeldak bekroond met een zeszijdige dakruiter.
Het interieur is bepleisterd en overspannen door middel van kruisribgewelven tussen gordelbogen. Het altaar, de orgelkast en de biechtstoel zijn allen classicistische houtsnijwerken en dateren uit de tweede helft van de 18e eeuw. In deze kapel liet Frans van Hinnisdael, graaf van Betho, een marmeren mausoleum oprichten voor zijn echtgenote Maria Anna Florentina Theresia van Berchem, erfdochter van Tongelaar, die overleed op 31 december 1697.

## Trivia
- Het Sint-Jacobsgasthuis vormde het decor voor de fictiereeks Dag & Nacht: Hotel Eburon op VTM
- Het halfronde dienstgebouw vormde het decor voor een van de restaurants van de realityreeks Mijn Restaurant op VTM